# 椎名林檎
椎名 林檎（しいな りんご、1978年11月25日 - ）は、日本の女性シンガーソングライター。ロックバンド東京事変の主宰でボーカルを担当。
黒猫堂所属。レコードレーベルはEMI Records。
2009年、平成20年度芸術選奨新人賞（大衆芸能部門）受賞。2017年12月、東京オリンピックの『4式典総合プランニングチーム』に選出。
アメリカ最大の音楽レビューサイト「Rate Your Music」では、J-Rockジャンルにて最高評価を得ている。
2000年に弥吉淳二と結婚。一男をもうけ、2002年に離婚した。
現時点で事実婚状態にあるのは映像ディレクターの児玉裕一。児玉との間に二児を儲けた。2024年現在、3人の子を持つ母である。
兄はシンガーソングライターの椎名純平。伯父はイラストレーター、ブックデザイナーの辰巳四郎。またその娘であるイラストレーターの藤森玲子とは従姉妹にあたる。

## 略歴

### デビューまで
1978年、埼玉県浦和市（現・さいたま市浦和区）生まれ。先天性食道閉鎖症を抱えて生まれたため、生後すぐに新宿区の慶應義塾大学病院へ搬送され、2日間にわたる大手術を受ける。外資系石油会社に勤める父親の転勤により2歳のとき静岡県清水市（現・静岡市清水区）に移住し、約10年間過ごす。4歳のときに祖母に頼んでピアノを始める。1990年、小学6年生のときに父親が福岡支店の勤務となり、福岡県福岡市早良区へ引越す。高校中退後のフリーター時代までの約7年間を福岡で過ごす。幼少時から10年以上ピアノとクラシック・バレエを習っていたが、後述の通り生後まもなく手術を受けた際に体の左右均等に力が入らない後遺症が残り、これが徐々に悪化したため断念したという。
福岡市立百道中学校 在学中に、友人とバンドを結成して学園祭などで何度か演奏するも解散。体育祭では女子の応援団長を務めていた。女優の山口紗弥加は中学の1学年下の後輩。福岡県立筑前高等学校 に進学すると軽音楽部に入部、いくつものバンドをかけ持ちしてさまざまな楽器を担当する。軽音部のバンドはコピー・バンドが多かったため、洋楽・邦楽問わずコピーばかりを演奏していたが、次第に自分で曲を作るようになる。そして学内だけでなく学外の友人ともバンドを組むようになり、ライブハウスでも演奏するようになる。
1994年、高校1年生のときに第19回ホリプロタレントスカウトキャラバン 放課後の決選〜カラオケ・バトルロイヤルに出場。
1995年、高校2年生のときに『Marvelous Marble（マーベラス・マーブル）』というバンドで「第9回 TEENS' MUSIC FESTIVAL」に出場。福岡地区で1位となり全国大会に進出、奨励賞を受賞する。このときのティーンズ大賞・文部大臣奨励賞（グランプリ）はaiko。同年秋、RKBラジオの家村裕之ディレクターの推薦で長崎歌謡祭に出場し、ファイナリストとなっている。高校では学級委員を務め、成績も優秀だったが、高校2年の3学期が終わると同時に高校を中退。ピザ屋や警備員などのバイトをしながらデモテープを作る日々を送る。
1996年、フリーター生活をしながら「The 5th MUSIC QUEST JAPAN」の福岡大会にふたたびバンドで出場するが、大会関係者にソロ転向を勧められて決勝の「MUSIC QUEST JAPAN FINAL」には「椎名林檎」として出場、「ここでキスして。」を歌って優秀賞を獲得している。地方予選の段階でいくつかのレーベルから声がかかり、その中から東芝EMI（現・ユニバーサルミュージック）を選んで契約する。また、この大会で同じく優秀賞を受賞したaikoやグランプリを受賞した谷口崇とは音楽活動やプライベートを通じて交流するようになる。
1997年の1月から3月までの間、知人の伝手を頼りイギリスで3か月間ホームステイするが、その時にEMI本部のスタッフと衝突。これを機に思い悩んだ末、日本でのデビューを決意して帰国する。

### 1998年 - 2003年：デビューからソロ活動休止まで
- 1998年
  - 5月27日、東芝EMI（当時）からシングル『幸福論』でデビュー[注 10]。
  - 9月9日、セカンド・シングル『歌舞伎町の女王』を発売。渋谷系をもじった新宿系を名乗り、話題となる。
  - 10月7日、広末涼子のシングル『ジーンズ』収録のカップリング曲として「プライベイト」を提供。
- 1999年
  - 1月20日、サード・シングル『ここでキスして。』を発売。
  - 1月27日、ともさかりえのシングル『カプチーノ』に表題曲「カプチーノ」、カップリング曲「木蓮のクリーム」を提供。
  - 2月24日、ファースト・アルバム『無罪モラトリアム』をリリース。先行シングル『ここでキスして。』のヒットを受けてミリオンヒットを記録する[42]。
  - 4月より、初のライブツアー「先攻エクスタシー」が福岡公演を皮切りに全国6都市で行われた。また、仙台公演は体調不良のために順延となった。
  - 6月、それまで出演していたCROSS FMの最後の公開放送を北九州スタジオで行う。
  - 8月、「RISING SUN ROCK FESTIVAL 1999 in EZO」に出演。
  - 10月7日、東芝EMIのコンベンション・ライブ「MUSIC TALKS」にて、「東芝EMIガールズ」として宇多田ヒカルとともにカーペンターズの「I Won't Last a Day Without You」を披露[39]。
  - 10月27日、4枚目のシングル『本能』を発売。プロモーション活動をナースのコスプレで行う。このシングルがミリオンセラーになり、世間に幅広く認知された。
  - 11月、学園祭ライブツアー「学舎エクスタシー」（東海大学、昭和女子大学、西南学院大学、立命館大学）を開催。
- 2000年
  - 1月26日、セカンド・アルバムからの先行シングルとして『ギブス』と『罪と罰』を2枚同時発売[注 11]。
  - 3月16日から30日までの間、セカンド・アルバムの中から1曲（「浴室」）をプロモーションとしてインターネット上で無料配信したところ、2週間で25,000ダウンロードを記録した[注 12][44]。
  - 3月31日、セカンド・アルバム『勝訴ストリップ』を発売。オリコンで230万枚を超える大ヒットを記録し、このアルバムで日本ゴールドディスク大賞ロック・アルバム・オブ・ザ・イヤー[45]、第42回日本レコード大賞 ベストアルバム賞[46] を受賞する。
  - 4月17日より、2度目のライブツアー「下剋上エクスタシー」を開催。栃木県総合文化センターを皮切りに、全国14都市を回った。
  - 6月21日、ともさかりえのシングル『少女ロボット』に表題曲「少女ロボット」を含む全3曲を提供。
  - 6月から7月まで、ガールズバンド・発育ステータスを結成してシークレット・ライブハウスツアー「御起立ジャポン」を行った。
  - 7月30日、福岡県飯塚嘉穂劇場にて一夜限りのライブ「（稀）実演キューシュー 座禅エクスタシー」を開催。この時実施されたインターネットライブ中継で、瞬間同時アクセス数が当時の日本新記録となる17,300ストリームを記録した[注 13][47]。
  - 11月、ギタリストの弥吉淳二と極秘入籍[48]。
- 2001年
  - 1月29日、自身のオフィシャルサイトで弥吉淳二との結婚と妊娠を発表[48]。
  - 3月28日、7枚目のシングル『真夜中は純潔』発売[注 14]。以降、出産のために一時活動を休止。
  - 7月、男児を出産。
- 2002年
  - 1月、弥吉淳二と離婚[48]。
  - 5月27日、初のカバー・アルバム『唄ひ手冥利〜其ノ壱〜』発売。
  - 10月27日発売のスピッツのトリビュート・アルバム『一期一会 Sweets for my SPITZ』に参加、「スピカ」をカバーした。
- 2003年
  - 1月22日、復帰後初のシングル「茎 (STEM) 〜大名遊ビ編〜」を発売。自身初のオリコンシングルチャート 1位を獲得した。
  - 2月23日、サード・アルバム『加爾基 精液 栗ノ花』を発売。それに先駆けて、アルバムのプロモーションのためにTBSの報道番組「筑紫哲也 NEWS23」内のコーナー「金曜深夜便」（2月21日放送）に録画で出演し、メインキャスターの筑紫哲也と対談。これが活動休止後初の地上波テレビ出演となった。またテレビ朝日系の報道番組「ニュースステーション」（3月26日放送）に今度は生出演し、同様にメインキャスターの久米宏と対談した。アルバムの発売当日には、それを記念したコンサートイベント「実演生中継 賣笑エクスタシー」を東京都九段会館で開催。その模様は全国各地のホールやライブハウスに衛星生中継された。
  - 8月より、約3年ぶりの全国ツアー「実演ツアー 雙六エクスタシー」を開催[注 15]。9月27日には追加公演として初の日本武道館公演を行う。また夏の間にトレードマークだった左の口元のほくろを手術によって除去[49]。
  - 11月25日、9枚目のシングル『りんごのうた』を発売。この楽曲は10月から11月にかけてNHK「みんなのうた」で放送された。このシングルで一旦ソロ活動を停止する。

### 2004年 - 2007年：東京事変始動
2004年
- 5月31日、バンド「東京事変」としての活動を宣言。神戸でのライブイベントを皮切りに「MEET THE WORLD BEAT」、「FUJI ROCK FESTIVAL '04」、「SUNSET LIVE 2004」に参加、同年9月にシングル、11月にはアルバムを発売（詳細は東京事変を参照のこと）。

2005年
- 7月8日、フジテレビ系の音楽番組「僕らの音楽」にて、福岡のアマチュア時代から親交のあったZAZEN BOYSの向井秀徳が自身の特集回で椎名を歌のゲストとして招き、共演を果たす[50]。
- 12月、公式ファンクラブ「林檎班」の会員限定イベント「第1回林檎班大会 アダルト・オンリー」にて、久々にソロでのライブを行う。

2006年
- 11月11日、椎名林檎名義としては3年ぶりのリリースとなるSOIL&"PIMP"SESSIONSとの共演作品「カリソメ乙女（DEATH JAZZ ver.）」を配信限定で発売し、ソロとして本格復帰を果たす。この楽曲はフォトグラファー蜷川実花初の監督作品であり、椎名が初の音楽監督を務める翌2007年公開の映画『さくらん』の主題歌で、劇中には様々なバージョンの楽曲が挿入歌として使用されている。

2007年
- 1月17日、椎名林檎×斎藤ネコ+椎名純平名義でシングル『この世の限り』を発売。この楽曲は映画『さくらん』のエンディング・テーマに起用された。
- 2月21日、椎名林檎としては4年ぶりとなるアルバム『平成風俗』を斎藤ネコとの共同名義で発売。
- 2月23日、フジテレビ系の音楽番組「僕らの音楽」に出演、ゲストとして招いたシアトル・マリナーズ所属（当時）のメジャーリーガー・イチローと対談を行った[51]。

### 2008年 - 2012年：デビュー10周年から東京事変解散まで
2008年
- 2月15日、映画『さくらん』で「第31回日本アカデミー賞」の優秀音楽賞を受賞[52]。
- 3月、香港国際映画祭が主催するイベント「アジアン・フィルム・アワード」に作曲賞でノミネートされる。
- 5月27日、デビュー10周年企画が始動。同日に10周年特別サイト「椎名林檎10周年記念特設サイト ringo10th.com」を開設する。
- 7月2日、デビュー10周年企画の第1弾として、10周年記念コンピレーション・アルバム『私と放電』と10周年記念ビデオクリップ集『私の発電』を2作同時に発売。
- 8月中旬、北海道で開催された「RISING SUN ROCK FESTIVAL 2008 in EZO」に出演。15日は東京事変名義で、16日には椎名林檎名義で出演した。
- 9月3日リリースのTOKIOのシングル『雨傘/あきれるくらい 僕らは願おう』に表題曲のひとつ「雨傘」とカップリング曲の「渦中の男」の2曲を提供。
- 9月17日、デビュー10周年企画の第2弾として、2000年に行われたライブを収録したDVD『座禅エクスタシー』を発売。
- 11月25日、デビュー10周年企画の第3弾として、CD-BOX『MoRA』とDVD-BOX『MoRA』（高音質音声トラック）を同時発売。その他『無罪モラトリアム』と『勝訴ストリップ』のアナログ盤を初回生産限定で同時発売。
- 11月28日から30日までの3日間、デビュー10周年を記念したソロライブ「椎名林檎 (生)林檎博'08 〜10周年記念祭〜」をさいたまスーパーアリーナで開催。

2009年
- 3月6日、芸術選奨文部科学大臣新人賞の大衆芸能部門に選ばれる[5]。
- 3月11日、DVD『Ringo EXPO 08』を発売。
- 5月2日と3日に開催された亀田誠治総指揮によるライブイベント「亀の恩返し」の1日目に出演[53]。
- 5月27日、純粋なソロ名義としては約5年半ぶりのシングル『ありあまる富』を発売。この楽曲はTBS系列のテレビドラマ『スマイル』の制作スタッフからの依頼と要望を受け、ドラマのために書き下ろされたもので、ソロ名義での連続ドラマのタイアップはこれが初である[54]。
- 6月24日、約6年4ヶ月ぶりに4作目のオリジナル・アルバム『三文ゴシップ』を発売[55]。オリコンアルバムチャート初登場1位を獲得[56]。このアルバム収録の「二人ぼっち時間」は、6月放送の『みんなのうた』で放送された。
- 11月、江崎グリコの「ウォータリングキスミント」のイメージキャラクターに選ばれ、11月17日からは本人出演のCMの放送も開始された。椎名がCM出演するのはこれが初である[57]。CMソングには東京事変の楽曲が採用され、それぞれ採用順に「能動的三分間」・「勝ち戦」・「ドーパミント！」・「空が鳴っている」が起用された。特に、第1弾CM内でムーンウォークを披露したシーンは大きな話題を呼び、のちに「能動的三分間」をシングル曲として発表した際、椎名本人がCM同様に同曲のミュージックビデオの映像中でムーンウォークを披露している。

2011年
- 11月2日、ソロ名義では約2年半振りとなるシングル『カーネーション』を発売。この楽曲は同年10月から放送が開始されたNHK連続テレビ小説「カーネーション」の主題歌として依頼を受けて書き下ろされた。
- 12月31日、第62回NHK紅白歌合戦に初出場。本番では東京事変のメンバーも出演し、「カーネーション」と東京事変のシングル『空が鳴っている/女の子は誰でも』からの楽曲「女の子は誰でも」を『カーネーション - 紅組なら誰でも』としてメドレーで披露した。

2012年
- 1月11日、東京事変の解散を発表。本人による解散声明文には「事変は来（きた）る閏日（うるうび）解散致します」とあり、2012年2月14日より最後のツアー「東京事変 Live Tour 2012 Domestique Bon Voyage」を開催した後、ツアー最終日となる2月29日をもって解散した。
- 5月16日、解散後初となる楽曲「自由へ道連れ」を配信限定で発売。同曲はTBS系ドラマ『ATARU』の主題歌として書き下ろされた。
- 8月8日に発売されたSMAPのアルバム『GIFT of SMAP』に楽曲「真夏の脱獄者」を提供。
- 9月から10月にかけて東京芸術劇場のプレイハウスにて上演された野田秀樹の第17回公演NODA MAP『エッグ』で、野田の依頼により劇中の音楽を担当。また前月の8月31日には劇中で歌われた楽曲をアルバム『毒苺』（歌唱は深津絵里）としてリリース。

### 2013年 – 現在：デビュー15周年
2013年
- 5月27日、デビュー15周年のこの日に13枚目のシングル『いろはにほへと／孤独のあかつき』と女優の真木よう子に楽曲提供したシングル『幸先坂』を同時発売。
- 6月26日、SOIL&"PIMP"SESSIONSと椎名林檎名義によるシングル『殺し屋危機一髪』を発売。
- 9月12日、「椎名林檎 15周年特設サイト」を開設。
- 11月13日、コンピレーション・アルバム『浮き名』、ライブ・アルバム『蜜月抄』、Blu-ray Discボックス『LiVE』、ミュージック・ビデオ集『The Sexual Healing Total Care Course 120min.』を発売。
- 11月18日から、オーチャードホールで5年ぶりとなる単独公演「椎名林檎 十五周年 党大会 平成二十五年神山町大会」を開催。この公演中、ファンに向けてこの年の初夏に女児を出産したことを会場で報告した。
- 11月28日・29日、浜離宮朝日ホールで、8年ぶりとなるファンクラブ会員限定コンサート「椎名林檎 十五周年 班大会 平成二十五年浜離宮大会」を開催。

2014年
- 2月13日から16日にかけて東京劇術劇場シアターイーストで上演された野田秀樹作の一人芝居『ガラスの国のティンカーベル』に劇中曲を提供。
- 5月27日、初のセルフカバー・アルバム『逆輸入 〜港湾局〜』を発売。
- 6月11日、14枚目のシングルとして『NIPPON』を発売。本楽曲は2014年度NHKサッカー中継のテーマソングとして書き下ろされた。
- 11月5日、約5年半ぶりとなるオリジナル・アルバム『日出処』を発売。それに先駆けてアルバム収録曲「ありきたりな女」を10月1日に先行配信。
- 11月29日から12月21日まで、アリーナツアー「林檎博'14 -年女の逆襲-」を開催[58]。
- 12月31日、第65回NHK紅白歌合戦に2度目の出場。

2015年
- 2月25日、15枚目のシングル『至上の人生』を発売。日本テレビ系ドラマ『○○妻』の主題歌として書き下ろされた。
- 5月13日、アニメ映画『百日紅 〜Miss HOKUSAI〜』の主題歌に採用された配信限定曲「最果てが見たい」を、映画の世界公開に合わせて全世界同時配信リリース[59]。
- 7月26日、「FUJI ROCK FESTIVAL '15」（GREEN STAGE）に出演。
- 8月1日、「ROCK IN JAPAN FESTIVAL 2015」（GRASS STAGE）に出演。
- 8月5日、両A面となる16枚目のシングル『長く短い祭/神様、仏様』を発売。
- 8月16日、自身初の海外公演「椎名林檎 (生)林檎博'15 -垂涎三尺-」を台湾・台北南港展覧館にて開催[60]。
- 12月31日、第66回NHK紅白歌合戦に3度目の出場。

2016年
- 1月25日、リオデジャネイロオリンピック閉会式・同パラリンピック閉会式における、2020年東京オリンピック・同パラリンピックへの「フラッグハンドオーバーセレモニー」検討メンバー（プランニング担当）に就任[61]。
- 2月28日、「SPACE SHOWER MUSIC AWARDS」で「BEST FEMALE ARTIST（もっとも優れた女性ソロアーティストに授与される賞）」を受賞[62]。
- 12月31日、第67回NHK紅白歌合戦に4度目の出場。

2017年
- 『おとなの掟』を発売。ドラマ「カルテット」の主題歌として書き下ろした。大ヒットを記録し、2017年度にもっとも売れた配信シングルとなった[63]。
- 『目抜き通り』を発売。大型商業施設「GINZA SIX」のテーマソングとして、銀座の魅力を表現した新たなる銀座のテーマソング制作の依頼を受けて椎名林檎が書き下ろした。このCM作品で椎名は「2017 57th ACC CM FESTIVAL」において音楽賞を受賞している。
- 12月6日、セルフカバーアルバム第二弾、『逆輸入 〜航空局〜』を発売[64]。
- 12月、2020年東京オリンピックの『4式典総合プランニングチーム』に選出される[7]。
- 12月31日、第68回NHK紅白歌合戦に5度目の出場。

2018年
- 5月23日、初のトリビュートアルバム『アダムとイヴの林檎』を発売[65][66]。
- 5月27日、全曲のサブスクリプションサービス解禁[67]。
- 9月27日、10月1日にリニューアルされる「news zero」の新テーマソングとして書き下ろし新曲『獣ゆく細道』の起用が発表。zeroでの初OA時にゲストがエレファントカシマシの宮本浩次であることが明かされ、初OA直後の翌2日から配信限定でリリース&各種サブスクリプションサービスで解禁された[68][69]。
- 12月31日、第69回NHK紅白歌合戦に6度目の出場[70]。

2019年
- 5月27日、約4年半ぶりとなるオリジナル・アルバム『三毒史』を発売[71]。それに先駆けてアルバム収録曲「鶏と蛇と豚」を4月23日[72]、「駆け落ち者」を5月2日[73]、「TOKYO」を5月17日[74] に先行配信。
- 11月13日、自身初となるベスト・アルバム『ニュートンの林檎 〜初めてのベスト盤〜』を発売[75]。アルバム内には新曲として「公然の秘密」（9月30日に先行配信[76]）、宇多田ヒカルとの「浪漫と算盤 LDN ver.」（11月2日に先行配信[77]）を収録している。

## 人物
埼玉生まれ、静岡・福岡育ち。血液型はO型。「椎名林檎」としてのプロフィール上は音楽活動を始めた福岡の出身となっている。生後まもなく先天性食道閉鎖症と診断されて手術を受けたが、この際に右の肩甲骨付近にメスを入れられた影響で左右のバランスが取れない障害が残り、のちに始めたピアノとクラシックバレエを途中で断念せざるを得ない原因になったという。
「椎名林檎」という芸名は高校生のとき、「ここでキスして。」「ギブス」「茜さす帰路照らされど…」「虚言症」などの作品を初めてJASRACへ著作者登録をする際に筆名が必要となり、あくまで一時的なつもりで使用したのが始まり。なぜ「林檎」と命名したかについては、自身のバンド活動もドラマーから始まったということもあってビートルズのドラマーだったリンゴ・スターの名前を借用したと語っている。また名前が人の名前とは思えない、物体そのものを表すものだということについては、漫画家の吉田戦車のペンネームからの影響があると語っている。もともとの由来は、子供のころはかなりの恥ずかしがり屋で、学校で先生に指されるとすぐほっぺたが真っ赤になってしまっていたから。
歌詞に旧仮名遣いや旧字体を使用することから読書家だと思われることも多いが実はそうでもなく、本人曰く「よく読んでいるのは辞書」とのこと。近年では音楽番組に出演した際に歌詞のテロップが縦書きのシネマフォントで表示されていることが多い。
デビューからしばらくの間標榜していた「新宿系」については、「取材などで常に『（ジャンルは）何系?』と聞かれるのが面倒くさいので口から出まかせを言った」 などと答え、またその定義についても「本当は意味などなかったが何か理由づけしないと相手に悪いと思って聞かれたことに対して一生懸命答えたのだろう」 と明かしている。
トレードマークだった左の口元のほくろについては、「小学校時代に女優の沢口靖子やマドンナのように口元にほくろのある女性に憧れてペンで書いていたら本物になった」という噂を本人が肯定しており、また2003年に手術で除去したもののその後ふたたび近い場所に新しいほくろが出来てしまったとも語っている。
デビュー当時からすでにシーナ・リンゴ名義で広末涼子やともさかりえに楽曲提供を行っている（別項参照）。
吉岡里帆のラジオにゲスト出演した際、「鶏と蛇と豚」のPVについて、「（制作した）児玉監督は主人」であると自ら明かした。さらに、「独自の視点で提案してくれる。半分はケンカするが、半分は凄い凄いと言ってるから離婚しないでいる」と語っている。

### デビューまでの経緯
東芝EMIの制作ディレクターだった篠木雅博が九州エリアの宣伝マンの熱心な推薦とレコード会社内でマネジメントができるという理由によって契約を決め、実績のある外部ディレクターに楽曲制作の現場を任せることにした。しかし作品の大幅な手直しが必要だとするディレクターとそれを断固として拒否する椎名が激しく対立し、その体制は断念せざるを得なかった。作品に強烈な違和感を感じた篠木自身もディレクターと同意見だったが、年配者に受け入れられなかった吉田拓郎などの前例を踏まえ、それまで経験したことがないほどの違和感は大化けの予兆かもしれないとも思った。椎名の個性を生かすには旧来のディレクションは無視して自由にやらせるしかないと考えた篠木は、アレンジャーとしてベーシストの亀田誠治を紹介してすべてをその2人の作業に委ねた。

### 休業
2001年からの休業は一般的には産休だと思われていたが、実際は引退して家庭に入ろうとしていた。しかし契約やその他諸々の義務を果たすためにカバーアルバムを出したところ、周囲から音楽活動の継続を求められることになった。だが当人はそのままでは続けるモチベーションが見いだせなかったため、バンド・東京事変を結成することにした。未知の相手と仕事をすることである程度の縛りを自分に与えるためであった。
その当時、海外リリースの話も来ていてヴァージン・レコードのレーベルにも呼ばれたが、自分自身はやめようと思っているのに周りの人々が熱を帯びていく様子がいたたまれなかったという。ヴァージンのスタッフらは彼女がやっていることをストレートに受け取ってくれたが、当時の日本の状況ではどんな曲を作っても深読みされたり意図しない方向に受け取られたりしたため、それらのことに疲れて果てたのがやめようと思っていた理由であった。

### リオ五輪閉会式フラッグハンドオーバーセレモニー
2016年のリオデジャネイロオリンピック/パラリンピックにおいて、フラッグハンドオーバーセレモニー（以下、FHO）のクリエイティブスーパーバイザーと音楽監督を務める。2015年末に電通のFHO制作チームのクリエイティブスーパーバイザーである佐々木宏から仕事を手伝ってほしいという話があり、まずは児玉裕一監督を推薦した。年を越す前に自身も佐々木の相談相手のような立場で参加することが決まり、それならばMIKIKOや真鍋大度も呼びたいとリクエストしてそれが認められた。しかし2016年の6月前後までIOC（国際オリンピック委員会）との間でプロットの擦り合わせが続き、音楽監督としての仕事は初夏まで何もできていなかった。使用楽曲については、オリンピックの方では土壇場で許可申請が却下されるなどした一方、パラリンピックの方ではある程度自由に行うことができた。
2017年12月、東京2020 開会式・閉会式 4式典総合プランニングチームに就任。

### 交友関係
ともさかりえとはお互いが独身の時から交流があり、現在は会えば子供の話や子供の進路についてなどを語り合うママ友の関係である。

## 音楽性
ボーカリストとしてはロックンロールからジャズ、ヒップホップまでこなすジャンルを問わない柔軟さを持ち、それ以外にもギターや鍵盤などの各種楽器の演奏や作編曲までこなすなど、音楽家として高度な汎用性を誇る。
J-POPよりも阿久悠やなかにし礼のような職業作詞家たちが書いていた昭和の歌謡曲に慣れ親しんできたせいか、「歌には上手い下手などなくて『歌になっているかなっていないか』があるだけなのではないか」と思っている。
作家としては宇崎竜童・阿木燿子夫妻のコンビに憧れており、その二人の形を1人2役でこなすのが一生の夢だという。
井上陽水、チューリップ、海援隊、甲斐バンドらを見出した元RKB毎日放送の音楽プロデューサー野見山實は、デビュー前の椎名の詩集を見てその発想と着眼点、展開が凡人とは異なると感じ、曲については作品の中にジャズやシャンソンなどを取り入れた同年代の若い作家にはあまり例をみない発想があると評している。

### 楽曲制作
作曲について、自身では「自分は旋律（メロディ）と和声（ハーモニー）の関係性にこそ常に関心を持つべきだ」と思っている。アレンジが違っても成立するよう、例えばスーパーなどでかかるMIDI音源のインストのようにまっさらな状態で聴いたときにいかに光るものを書いておくかが自分にとっては大事だと思っているため、ビートや音色に触発されてサウンドの方から組み立てていくアプローチは極力しないようにしている。デモを作る段階で編成のボリュームを決め込むため、レコーディングでそれを生楽器に置き換えたときにそれぞれのプレイヤーからのプラスアルファによって元の音数が減ることはあっても増えることはほとんどない。しかしあまり細かい部分まで決め込んでしまうとプレイヤーの演奏を縛ってしまうので、デモの段階では最低限のものを渡している。とはいえ、皆フレーズやリフはデモのままやってくれることが多いという。
作詞の際は、まず曲のイメージを損なわない英語で仮の歌詞を書いてからデモを作り、そのあとでメロディと母音や子音との関係性で英語詞にするか日本語詞にするかを決める。歌詞は「思いつくのではなくあとから当てはめて行くという感じ」と述べている。

### 音楽的ルーツ
クラシックが好きでジャズやポピュラー・ミュージックへの造詣も深い父親と古い歌謡曲が好きでバレエ経験のある母親の間に生まれ、音楽的な環境に恵まれた家庭に育つ。音楽的原体験はドビュッシーのピアノ曲。バレエやピアノを習っていた影響で幼少期にはクラシック音楽を好んでいたが、ピアノ曲以外はあまり好きではなく、管弦楽曲でもバレエ音楽ばかりを聞いていた。クラシック以外ではアストル・ピアソラやマイルス・デイヴィスを聴くことが多かった。歌のある曲にはほとんど興味がなかったが、父親の影響でザ・ピーナッツは好きだった。小学生の頃は、映画『風の谷のナウシカ』のサウンドトラックや母親の好きだった五輪真弓、太田裕美、朱里エイコ、大塚博堂、寺尾聰、来生たかお、ペドロ&カプリシャス、長谷川きよし のような古い歌謡曲、そして父親の好きだった渡辺貞夫やビリー・ジョエルおよびニーナ・シモン、サラ・ボーン、エラ・フィッツジェラルドなどの女性ジャズ・ボーカリストを好んで聞いていた。中学生になると、兄の影響でモータウンやソウル・ミュージック、R&Bなどのブラック・ミュージックに傾倒するようになり（フェイバリット・アーティストはマーヴィン・ゲイ）、邦楽をまったく聞かなくなった。高校に進むとBLANKEY JET CITYやエレファントカシマシをきっかけに日本語の歌詞を受け入れてふたたび邦楽も聞くようになり、洋楽ではレディオヘッドやビョークを聞いていた。セックス・ピストルズには音よりもビデオなど映像の方で影響を受け、音として多く聴いていたのはレッド・ホット・チリ・ペッパーズやレイジ・アゲインスト・ザ・マシーン、パール・ジャムなど。高校を辞めた後は感覚が昔に戻ったのか、改めてトッド・ラングレンやレッド・ツェッペリン、ビートルズなどを聞き直していた。
BLANKEY JET CITY、SHERBETSのボーカル、ソングライターである浅井健一の大ファンであり、様々な面で大きな影響を受けたことを公言している。また、椎名の楽曲である「丸ノ内サディスティック」の歌詞に登場するベンジーとは浅井健一の愛称である。
ナンバーガールやそのソングライターである向井秀徳から受けた音楽的な影響の大きさについて頻繁に公言している。
ボーカリストとしてはフェアーグラウンド・アトラクションのエディ・リーダーに憧れていたが、声質がまるで異なることを自覚していたので、同様に好んで聞いていたジャニス・イアンを目指すことにした。またデビュー当時、和製アラニス・モリセットとよく言われたが、本人としてはクランベリーズのドロレス・オリオーダンのイメージだった。

## ディスコグラフィ

### シングル
- 再発盤は割愛。
- 2016年以降は、主に配信にてシングルをリリースしている。

| #  | 発売日         | タイトル                        | 規格品番            | 規格品番                 | 順位     | 順位              | 初収録アルバム                        | レーベル             |
| #  | 発売日         | タイトル                        | 規格品番            | 規格品番                 | オリコン | Billboard Hot 100 | 初収録アルバム                        | レーベル             |
| -- | -------------- | ------------------------------- | ------------------- | ------------------------ | -------- | ----------------- | ------------------------------------- | -------------------- |
| 1  | 1998年5月27日  | 幸福論                          | 8cmCD               | TODT-5144                | -        | 91 (#2)           | 無罪モラトリアム                      | EASTWORLD            |
| 1  | 1999年10月27日 | 幸福論                          | CD                  | TOCT-22011               | 10       | 91 (#2)           | 無罪モラトリアム                      | EASTWORLD            |
| 2  | 1998年9月9日   | 歌舞伎町の女王                  | CD                  | TOCT-4112                | 50       | -                 | 無罪モラトリアム                      | EASTWORLD            |
| 3  | 1999年1月20日  | ここでキスして。                | CD                  | TOCT-4133                | 10       | 70                | 無罪モラトリアム                      | EASTWORLD            |
| 4  | 1999年10月27日 | 本能                            | CD                  | TOCT-22010               | 2        | -                 | 勝訴ストリップ                        | EASTWORLD            |
| 5  | 2000年1月26日  | ギブス                          | CD                  | TOCT-22051               | 3        | -                 | 勝訴ストリップ                        | EASTWORLD            |
| 6  | 2000年1月26日  | 罪と罰                          | CD                  | TOCT-22052               | 4        | -                 | 勝訴ストリップ                        | EASTWORLD            |
| -  | 2000年9月13日  | 絶頂集                          | 8cmCDx3             | TODT-5400~2              | 1        | -                 | -                                     | EASTWORLD            |
| 7  | 2001年3月16日  | 真夜中は純潔                    | LP                  | TOJT-22155               | 2        | -                 | ニュートンの林檎 〜初めてのベスト盤〜 | EASTWORLD            |
| 7  | 2001年3月28日  | 真夜中は純潔                    | CD                  | TOCT-22155               | 2        | -                 | ニュートンの林檎 〜初めてのベスト盤〜 | EASTWORLD            |
| 8  | 2003年1月22日  | 茎 〜大名遊ビ編〜               | CD EXTRA            | TOCT-4450 (初回限定盤)   | 1        | -                 | 加爾基 精液 栗ノ花                    | Virgin Music         |
| 8  | 2003年1月22日  | 茎 〜大名遊ビ編〜               | CCCD                | TOCT-4554 (通常盤)       | 1        | -                 | 加爾基 精液 栗ノ花                    | Virgin Music         |
| 8  | 2008年7月2日   | 茎 〜大名遊ビ編〜               | CD                  | TOCT-40197 (再発盤)      | 1        | -                 | 加爾基 精液 栗ノ花                    | Virgin Music         |
| 9  | 2003年11月25日 | りんごのうた                    | CCCD+DVD            | TOCT-4774                | 2        | -                 | ニュートンの林檎 〜初めてのベスト盤〜 | Virgin Music         |
| 9  | 2008年7月2日   | りんごのうた                    | CD+DVD              | TOCT-40198 (再発盤)      | 2        | -                 | ニュートンの林檎 〜初めてのベスト盤〜 | Virgin Music         |
| 10 | 2007年1月17日  | この世の限り                    | CD                  | TOCT-40084               | 8        | -                 | 平成風俗                              | Virgin Music         |
| 11 | 2009年5月27日  | ありあまる富                    | CD                  | TOCT-40255               | 3        | 5                 | 日出処                                | Virgin Music         |
| 12 | 2011年11月2日  | カーネーション                  | CD                  | TOCT-45045               | 5        | 5                 | 日出処                                | Virgin Music         |
| 13 | 2013年5月27日  | いろはにほへと / 孤独のあかつき | CD                  | TOCT-40420               | 8        | 4 (#1) 72 (#2)    | 日出処                                | Virgin Music         |
|    | 2013年6月26日  | 殺し屋危機一髪                  | CD                  | VICL-36788               | 14       | 18                | CIRCLES                               | Victor Entertainment |
| 14 | 2014年6月11日  | NIPPON                          | CD                  | TYCT-30027               | 9        | 2 (#1) 92 (#2)    | 日出処                                | Virgin Music         |
| 15 | 2015年2月25日  | 至上の人生                      | CD                  | TYCT-30039               | 12       | 8                 | 三毒史                                | Virgin Music         |
| 16 | 2015年8月5日   | 長く短い祭 / 神様、仏様         | CD                  | UPCH-89233               | 6        | 2 (#1) 38 (#2)    | 三毒史                                | EMI Records          |
|    | 2023年5月17日  | W●RK / 2◯45                     | CD+Blu-ray          | BVCL-1290~1 (初回限定盤) | 5        | 26                | -                                     | Ariola Japan         |
| CD | 2023年5月17日  | W●RK / 2◯45                     | BVCL-1292 (通常盤)  |                          | 5        | 26                | -                                     | Ariola Japan         |
| CD | 17             | 2023年5月24日                   | 私は猫の目          | UPCH-89537               | 6        | 81                | 放生会                                | EMI Records          |
| CD | 18             | 2024年4月17日                   | 人間として          | UPCH-80608               | 7        | 64                | 放生会                                | EMI Records          |
| CD | 19             | 2025年6月25日                   | 芒に月              | UPCH-89616               | 14       | 23                | -                                     | EMI Records          |
| CD | 20             | 2025年8月6日                    | 実験中 / 白日のもと | UPCH-80630               | -        | -                 | -                                     | EMI Records          |

#### 配信限定シングル
| 配信日          | タイトル                              | 最高位 (Billboard Hot 100) | 収録アルバム                          |
| --------------- | ------------------------------------- | -------------------------- | ------------------------------------- |
| 2006年11月11日  | カリソメ乙女 (DEATH JAZZ ver.)        | -                          | 三文ゴシップ                          |
| 2009年9月30日   | MY FOOLISH HEART 〜crazy in shibuya〜 | -                          | 浮き名                                |
| 2012年1月7日    | Between Today and Tomorrow            | -                          | 浮き名                                |
| 2012年5月16日   | 自由へ道連れ                          | 5位                        | 日出処                                |
| 2013年10月23日? | 熱愛発覚中                            | 6位                        | 浮き名                                |
| 2013年11月13日? | IT WAS YOU                            | -                          | 浮き名                                |
| 2014年10月1日   | ありきたりな女                        | 46位                       | 日出処                                |
| 2015年5月13日   | 最果てが見たい                        | 41位                       | -                                     |
| 2016年8月22日   | ジユーダム                            | 30位                       | 三毒史                                |
| 2017年4月20日   | 目抜き通り                            | 8位                        | 三毒史                                |
| 2017年10月3日   | おいしい季節                          | 15位                       | 逆輸入 〜航空局〜                     |
| 2017年12月22日  | おとなの掟                            | 52位                       | -                                     |
| 2018年10月2日   | 獣ゆく細道                            | 6位                        | 三毒史                                |
| 2019年4月23日   | 鶏と蛇と豚                            | 69位                       | 三毒史                                |
| 2019年5月2日    | 駆け落ち者                            | 56位                       | 三毒史                                |
| 2019年5月17日   | TOKYO                                 | 51位                       | 三毒史                                |
| 2019年9月30日   | 公然の秘密                            | 28位                       | ニュートンの林檎 〜初めてのベスト盤〜 |
| 2019年11月2日   | 浪漫と算盤 LDN ver.                   | 43位                       | ニュートンの林檎 〜初めてのベスト盤〜 |
| 2019年11月25日  | 浪漫と算盤 TYO ver.                   | 43位                       | 放生会                                |
| 2022年4月5日    | いとをかし                            | -                          | 放生会                                |
| 2024年10月23日  | 愛楽                                  | -                          | -                                     |
| 2025年7月9日    | 実験中                                | -                          | -                                     |

### アルバム

#### スタジオ・アルバム
|                  | 発売日         | タイトル           | 規格品番   | 規格品番                | 最高位 |
| ---------------- | -------------- | ------------------ | ---------- | ----------------------- | ------ |
| 1st              | 1999年2月24日  | 無罪モラトリアム   | CD         | TOCT-24065              | 2位    |
| 1st              | 2008年11月25日 | 無罪モラトリアム   | LP         | TOJT-24065              | 2位    |
| 2nd              | 2000年3月31日  | 勝訴ストリップ     | CD         | TOCT-24321              | 1位    |
| 2nd              | 2008年11月25日 | 勝訴ストリップ     | LP         | TOJT-24320/1            | 1位    |
| 3rd              | 2003年2月23日  | 加爾基 精液 栗ノ花 | CCCD       | TOCT-24942              | 1位    |
| 3rd              | 2003年5月27日  | 加爾基 精液 栗ノ花 | LP         | TOJT-25152/3            | 1位    |
| 3rd              | 2008年7月2日   | 加爾基 精液 栗ノ花 | CD         | TOCT-26578              | 1位    |
| コラボレーション | 2007年2月21日  | 平成風俗           | CD         | TOCT-26211 (初回限定盤) | 1位    |
| コラボレーション | 2007年2月21日  | 平成風俗           | CD         | TOCT-26210 (通常盤)     | 1位    |
| コラボレーション | 2007年4月25日  | 平成風俗           | LP         | TOJT-26210/1            | 1位    |
| 4th              | 2009年6月24日  | 三文ゴシップ       | CD         | TOCT-26840              | 1位    |
| 5th              | 2014年11月5日  | 日出処             | CD+Blu-ray | TYCT-69069 (初回盤A)    | 3位    |
| 5th              | 2014年11月5日  | 日出処             | CD+DVD     | TYCT-69070 (初回盤B)    | 3位    |
| 5th              | 2014年11月5日  | 日出処             | CD         | TYCT-60053 (通常盤)     | 3位    |
| 6th              | 2019年5月27日  | 三毒史             | CD         | UPCH-29327 (初回盤)     | 2位    |
| 6th              | 2019年5月27日  | 三毒史             | CD         | UPCH-20513 (通常盤)     | 2位    |
| 6th              | 2019年12月11日 | 三毒史             | LP         | UPJH-20012/3            | 2位    |
| 7th              | 2024年5月29日  | 放生会             | CD         | UPCH-29472 (初回盤)     | 2位    |
| 7th              | 2024年5月29日  | 放生会             | CD         | UPCH-20671 (通常盤)     | 2位    |

#### その他のアルバム
|              | 発売日                       | タイトル                              | 規格品番                                                           | 最高位 |
| ------------ | ---------------------------- | ------------------------------------- | ------------------------------------------------------------------ | ------ |
| カバー       | 2002年5月27日                | 唄ひ手冥利〜其ノ壱〜                  | TOCT-24780/1                                                       | 1位    |
| B面集        | 2008年7月2日                 | 私と放電                              | TOCT-26574/5（初回限定盤） TOCT-26576/7（通常盤）                  | 4位    |
| EP           | 2009年8月26日                | サタデーナイト・ゴシップ              | TOJT-26840                                                         | 100位  |
| コラボベスト | 2013年11月13日               | 浮き名                                | TYCT-69005（初回限定仕様盤） TYCT-60008（通常盤）                  | 5位    |
| ライヴベスト | 2013年11月13日               | 蜜月抄                                | TYCT-69006（初回限定仕様盤） TYCT-60009（通常盤）                  | 6位    |
| セルフカバー | 2014年5月27日                | 逆輸入 〜港湾局〜                     | TYCT-69017（初回限定盤） TYCT-60035（通常盤）                      | 3位    |
| セルフカバー | 2017年12月6日                | 逆輸入 〜航空局〜                     | UPCH-29274（初回限定生産盤） UPCH-20468（通常盤） UPJH-20009（LP） | 3位    |
| トリビュート | 2018年5月23日                | アダムとイヴの林檎                    | UPCH-20485                                                         | 6位    |
| ベスト       | 2019年11月13日               | ニュートンの林檎 〜初めてのベスト盤〜 | UPCH-29348/9（初回限定生産盤） UPCH-20535/6（通常盤）              | 1位    |
| リミックス   | 2022年11月30日 2023年1月11日 | 百薬の長                              | PDCN-1935（UNIVERSAL MUSIC STORE限定盤） UPCH-20640（通常盤）      | 8位    |

### 映像作品
| 番号 | 発売日         | タイトル                                     | 規格品番 | 最高位 |
| ---- | -------------- | -------------------------------------------- | --- | ------ |
| -    | 1999年         | 性的ヒーリング〜特別御奉仕編〜               | 非売品 |        |
| 1    | 1999年11月10日 | 性的ヒーリング〜其ノ壱〜                     | TOVF-1310（VHS） TOBF-5029（DVD）                                                                                   |        |
| 2    | 2000年8月30日  | 性的ヒーリング〜其ノ弐〜                     | TOVF-1337（VHS） TOBF-5030（DVD）                                                                                   |        |
| 3    | 2000年12月7日  | 下剋上エクスタシー                           | TOVF-1350（VHS） TOBF-5043（DVD）                                                                                   |        |
| 4    | 2000年12月7日  | 発育ステータス 御起立ジャポン                | TOVF-1351（VHS） TOBF-5044（DVD）                                                                                   |        |
| 5    | 2003年1月22日  | 短篇キネマ 百色眼鏡                          | TOBF-5225 |        |
| 6    | 2003年5月27日  | 賣笑エクスタシー                             | TOBF-5275 |        |
| 7    | 2003年8月20日  | 性的ヒーリング〜其ノ参〜                     | TOBF-5276 |        |
| 8    | 2003年12月17日 | Electric Mole                                | TOBF-5290（初回生産限定盤） TOBF-5291（通常盤）                                                                     |        |
| 9    | 2007年2月21日  | 第一回林檎班大会の模様                       | QIFK-50005 | 5位    |
| 10   | 2007年4月25日  | 平成風俗 大吟醸                              | TOBF-5520 | 18位   |
| 11   | 2008年7月2日   | 私の発電                                     | TOBF-5577 | 1位    |
| 12   | 2008年9月17日  | 座禅エクスタシー                             | TOBF-5592 | 2位    |
| 13   | 2009年3月11日  | Ringo EXPO 08                                | TOBF-5620 | 2位    |
| 14   | 2009年8月26日  | 性的ヒーリング〜其ノ四〜                     | TOBF-5650 | 5位    |
| 15   | 2013年11月13日 | The Sexual Healing Total Care Course 120min. | TYBN-10001/2（DVD） TYXN-10001（BD）                                                                                | 7位    |
| 16   | 2014年3月19日  | 党大会 平成二十五年神山町大会                | TYBT-10010（DVD通常盤） TYBT-19006（DVD+CD初回限定生産盤） TYXT-10007（BD通常盤） TYXT-19002（BD+CD初回限定生産盤） | 7位    |
| 17   | 2015年3月18日  | (生)林檎博'14 ―年女の逆襲―                   | TYBT-19011（DVD初回完全限定生産盤） TYXT-19005（BD初回完全限定生産盤）                                              | 3位    |
| 18   | 2017年5月27日  | 椎名林檎と彼奴等がゆく 百鬼夜行2015          | KROD-10101/10201（2DVD初回限定盤） KROB-10101/10201（2BD初回限定盤）                                                | 4位    |
| 19   | 2018年10月20日 | 椎名林檎と彼奴等の居る 真空地帯              | KROD-10301（DVD初回限定盤） KROB-10301（BD初回限定盤）                                                              | 3位    |
| 20   | 2019年5月27日  | (生)林檎博'18 ―不惑の余裕―                   | KROD-10401（DVD初回限定盤） KROB-10401（BD初回限定盤）                                                              | 4位    |
| 21   | 2019年12月11日 | 性的ヒーリング〜其の五〜七〜                 | UPBH-20256/7（DVD） UPXH-20088（BD）                                                                                | 24位   |
| 22   | 2019年12月11日 | The Sexual Healing Total Orgasm Experience   | UPBH-20258/61（DVD） UPXH-20089/90（BD）                                                                            | 3位    |

### ボックス・セット
| 番号 | 発売日         | タイトル | 規格品番                                 |
| ---- | -------------- | -------- | ---------------------------------------- |
| 1    | 2008年11月25日 | MoRA     | TOCT-26761/4（CD） TOBF-5601/5606（DVD） |
| 2    | 2013年11月13日 | LiVE     | TYXN-19001                               |

### 参加作品

#### 他アーティストの作品
| アーティスト        | 発売日         | 収録                    | 楽曲                                                            | 参加内容                      |
| ------------------- | -------------- | ----------------------- | --------------------------------------------------------------- | ----------------------------- |
| 谷口崇              | 1998年12月18日 | becoming                | becoming                                                        | コーラス                      |
| 谷口崇              | 1998年12月18日 | becoming                | Rock & Hammer                                                   | コーラス                      |
| ハートバザール      | 1999年1月30日  | バオバブ                | 白い夢                                                          | ピアノ                        |
| 椎名純平            | 2002年5月27日  | discover                | WHERE IS THE LOVE                                               | デュエット                    |
| ZAZEN BOYS          | 2004年9月1日   | ZAZEN BOYS II           | CRAZY DAYS CRAZY FEELING                                        | コーラス                      |
| ZAZEN BOYS          | 2004年9月1日   | ZAZEN BOYS II           | 安眠棒                                                          | コーラス                      |
| ZAZEN BOYS          | 2004年9月1日   | ZAZEN BOYS II           | You make me feel so bad                                         | コーラス                      |
| MO'SOME TONEBENDER  | 2005年12月7日  | Rockin' Luuula          | ロッキンルーラ                                                  | ピアノ、コーラス              |
| MO'SOME TONEBENDER  | 2005年12月7日  | Rockin' Luuula          | マッシュポテト・ブギー                                          | カズー                        |
| 浅井健一            | 2006年7月12日  | 危険すぎる              | 危険すぎる                                                      | コーラス                      |
| マボロシ            | 2006年7月12日  | マボロシのシ            | あまいやまい feat. 椎名林檎                                     | ボーカル、作詞曲              |
| SOIL&"PIMP"SESSIONS | 2009年9月16日  | 6                       | MY FOOLISH HEART 〜crazy on earth〜                             | ボーカル、作詞                |
| レキシ              | 2011年3月16日  | レキツ                  | きらきら武士 feat.Deyonná                                       | ボーカル（Deyonnáとして参加） |
| TOWA TEI            | 2013年7月10日  | LUCKY                   | APPLE                                                           | ボーカル                      |
| 冨田ラボ            | 2013年10月23日 | Joyous                  | やさしい哲学 feat. 椎名林檎                                     | ボーカル、作詞                |
| 冨田ラボ            | 2013年10月23日 | Joyous                  | 都会の夜 わたしの街 feat. 原 由子, 横山剣, 椎名林檎, さかいゆう | ボーカル                      |
| 冨田ラボ            | 2013年10月23日 | Joyous                  | この世は不思議 feat. 原 由子, 横山剣, 椎名林檎, さかいゆう      | ボーカル                      |
| ホセ・ジェイムズ    | 2014年6月4日   | While You Were Sleeping | 明日の人 feat. 椎名林檎                                         | ボーカル、作詞曲              |
| 宇多田ヒカル        | 2016年9月28日  | Fantôme                 | 二時間だけのバカンス featuring 椎名林檎                         | ボーカル                      |

#### トリビュート・アルバム
| アーティスト   | 発売日         | 収録                                                    | 楽曲                                           |
| -------------- | -------------- | ------------------------------------------------------- | ---------------------------------------------- |
| 松任谷由実     | 1999年9月22日  | Dear Yuming                                             | 「翳りゆく部屋」                               |
| 松任谷由実     | 2002年12月11日 | Queen's Fellows                                         | 「翳りゆく部屋」                               |
| 松任谷由実     | 2009年4月8日   | Shout at YUMING ROCKS                                   | 「翳りゆく部屋」                               |
| スピッツ       | 2002年10月17日 | 一期一会 Sweets for my SPITZ                            | 「スピカ」                                     |
| ジョン・レノン | 2005年9月30日  | HAPPY BIRTHDAY, JOHN                                    | 「yer blues」 （『唄ひ手冥利〜其ノ壱〜』より） |
| ザ・ビートルズ | 2009年10月14日 | LOVE LOVE LOVE                                          | 「yer blues」 （『唄ひ手冥利〜其ノ壱〜』より） |
| 宇多田ヒカル   | 2014年12月9日  | 宇多田ヒカルのうた -13組の音楽家による13の解釈について- | 「Letters」                                    |
| 井上陽水       | 2019年11月27日 | 井上陽水トリビュート                                    | 「ワインレッドの心」                           |
| BUCK-TICK      | 2020年1月29日  | PARADE III 〜RESPECTIVE TRACKS OF BUCK-TICK〜           | 「唄」                                         |
| Original Love  | 2021年9月29日  | What a Wonderful World with Original Love?              | 「Let's Go!」                                  |

#### オムニバス・アルバム
| 発売日        | 収録                                                                   | 楽曲                 |
| ------------- | ---------------------------------------------------------------------- | -------------------- |
| 2004年4月23日 | OUR LAST DAY-CASSHERN OFFICIAL ALBUM- （映画「CASSHERN」公式アルバム） | 「茎（ステム）」     |
| 2008年5月21日 | First Kiss-15 Special Love Songs                                       | 「ここでキスして。」 |
| 2009年3月4日  | ⅰ〜ずっと、ずっと、愛してる〜                                          | 「ギブス」           |
| 2009年10月7日 | GIRLY ROCK BABY★★★                                                     | 「幸福論」           |

### カバー曲
ただし、カバーアルバム『唄ひ手冥利〜其ノ壱〜』の収録曲は割愛
|        | 楽曲                                                           | オリジナル・アーティスト | 備考 |
| ------ | -------------------------------------------------------------- | ------------------------ | --- |
| 1998年 | アンコンディショナル・ラブ                                     | シンディ・ローパー       | シングル『歌舞伎町の女王』に収録。                                                                                          |
| 1999年 | クレイジー・フォー・ユー                                       | マドンナ                 | ライブツアー「先攻エクスタシー」で披露された。                                                                              |
| 1999年 | どうぞこのまま                                                 | 丸山圭子                 | 「自作自演生実演会」や「恍惚極秘演奏会」などで披露された。                                                                  |
| 1999年 | マイラグジュアリーナイト                                       | しばたはつみ             | 「自作自演生実演会」や「座禅エクスタシー」で披露された。                                                                    |
| 1999年 | 翳りゆく部屋                                                   | 松任谷由実               | トリビュート・アルバム『Dear Yuming』に収録。                                                                               |
| 1999年 | U.F.O.                                                         | ピンク・レディー         | 学園祭ツアー「学舎エクスタシー」や「虚栄ブランコ」で披露された。                                                            |
| 1999年 | 東京の女                                                       | ザ・ピーナッツ           | 学園祭ツアー「学舎エクスタシー」で披露されたのち、シングル『ギブス』に収録された。                                          |
| 1999年 | Creep                                                          | レディオヘッド           | 学園祭ツアー「学舎エクスタシー」や「虚栄ブランコ」で披露された。                                                            |
| 2000年 | 君ノ瞳ニ恋シテル                                               | フランキー・ヴァリ       | シングル『罪と罰』に収録。ライブツアー「下剋上エクスタシー」でも披露された。                                                |
| 2000年 | 拝啓EMI殿（原題：E.M.I.）                                      | セックス・ピストルズ     | 「座禅エクスタシー」で披露されているが、DVDには収録されていない。                                                           |
| 2000年 | 8823                                                           | スピッツ                 | 「激昂クヲンタイヅ」で披露された。                                                                                          |
| 2002年 | Georgy Porgy                                                   | TOTO                     | 邪（椎名によるTOTOのコピーバンド）名義によるカバー。インターネットでのみ販売された。                                        |
| 2002年 | スピカ                                                         | スピッツ                 | トリビュート・アルバム『一期一会 Sweets for my SPITZ』に収録。                                                              |
| 2003年 | delayed brain                                                  | NUMBER GIRL              | ライブツアー「雙六エクスタシー」の日本武道館公演で、一部を披露した。                                                        |
| 2003年 | 港町十三番地                                                   | 美空ひばり               | ライブツアー「雙六エクスタシー」で披露された。                                                                              |
| 2003年 | 白い花の咲く頃                                                 | 岡本敦郎                 | ライブツアー「雙六エクスタシー」の沖縄公演で披露。日本武道館公演でも一部披露された。                                        |
| 2005年 | Fly me to the moon                                             | ケイ・バラード           | 「第1回林檎班大会 アダルト・オンリー」で長谷川きよしとともに披露。                                                          |
| 2007年 | パパイヤマンゴー（原題：Mangos）                               | ローズマリー・クルーニー | アルバム『平成風俗』に収録。                                                                                                |
| 2007年 | シャ・ラ・ラ                                                   | サザンオールスターズ     | 8月18日にシークレットゲストとして出演した「J-WAVE LIVE 2000+7」で平井堅とともにデュエットを披露。                           |
| 2008年 | Misty                                                          | ジョニー・マティス       | 斎藤ネコストリングスカルテットのライブにゲスト出演した際に披露。                                                            |
| 2008年 | Alfie                                                          | バート・バカラック       | 「RISING SUN ROCK FESTIVAL 2008 in EZO」で、バカラックが椎名に提供した「IT WAS YOU」と共に披露。                            |
| 2014年 | traveling                                                      | 宇多田ヒカル             | 「ちょっとしたレコ発2014」で、宇多田への結婚祝いと称し披露。                                                                |
| 2014年 | Letters                                                        | 宇多田ヒカル             | 宇多田ヒカルデビュー15周年記念企画ソングカバー・アルバム『宇多田ヒカルのうた -13組の音楽家による13の解釈について-』に収録。 |
| 2016年 | 13 jours au Japon 〜2020日本の夏〜（原題：13 Jours en France） | ピエール・バルー         | ピエール・バルーが設立したサラヴァの発足50周年を記念したコンピレーションアルバム『サラヴァの50年』に収録。                  |
| 2018年 | 真理の人（原題：Nature Boy）                                   | ナット・キング・コール   | ライブツアー「椎名林檎と彼奴等の居る真空地帯」で披露された。                                                                |
| 2018年 | 個人授業                                                       | フィンガー5              | ライブ「(生)林檎博'18 ―不惑の余裕―」で披露。同名映像作品に収録。                                                            |
| 2018年 | 恋の呪文はスキトキメキトキス                                   | 伊藤さやか               | ライブ「(生)林檎博'18 ―不惑の余裕―」で披露。同名映像作品に収録。                                                            |
| 2018年 | 悲しみの果て                                                   | エレファントカシマシ     | ライブ「(生)林檎博'18 ―不惑の余裕―」で宮本浩次とのデュエット披露。同名映像作品に収録。                                      |
| 2019年 | ワインレッドの心                                               | 玉置浩二                 | 井上陽水カバー・アルバム『井上陽水トリビュート』に収録。                                                                    |
| 2023年 | 胸いっぱいの愛                                                 | バングルス               | ライブツアー「椎名林檎と彼奴等と知る諸行無常」で披露された。                                                                |
| 2024年 | MOON                                                           | レベッカ                 | ライブ「(生)林檎博'24 ―景気の回復―」で披露。同名映像作品に収録。                                                            |
| 2024年 | タッチ                                                         | 岩崎良美                 | ライブ「(生)林檎博'24 ―景気の回復―」でDaokoとともに披露。同名映像作品に収録。                                               |

### 提供曲・プロデュース
| 発表   | 曲名                       | アーティスト   | 収録          | 参加内容                                 |
| ------ | -------------------------- | -------------- | ------------- | ---------------------------------------- |
| 1998年 | プライベイト               | 広末涼子       | Private       | 作詞・作曲                               |
| 1999年 | カプチーノ                 | ともさかりえ   | むらさき。    | 作詞・作曲                               |
| 1999年 | 木蓮のクリーム             | ともさかりえ   | むらさき。    | 作詞・作曲                               |
| 1999年 | シャンプー                 | ともさかりえ   | むらさき。    | 作詞・作曲                               |
| 2000年 | 少女ロボット               | ともさかりえ   | シングル      | 作詞・作曲・編曲                         |
| 2000年 | いけない子                 | ともさかりえ   | シングル      | 作詞・作曲・編曲                         |
| 2000年 | 日本（にっぽん）に生まれて | ともさかりえ   | シングル      | 作詞・作曲・編曲                         |
| 2008年 | 雨傘                       | TOKIO          | 17            | 作詞・作曲                               |
| 2008年 | 渦中の男                   | TOKIO          | シングル      | 作詞・作曲                               |
| 2009年 | 都会のマナー               | ともさかりえ   | トリドリ。    | 作詞・作曲                               |
| 2009年 | 子供の情憬                 | ともさかりえ   | トリドリ。    | 作詞・作曲・編曲                         |
| 2009年 | 日和姫                     | PUFFY          | Bring it!     | 作詞・作曲・編曲                         |
| 2009年 | 主演の女                   | PUFFY          | Bring it!     | 作詞・作曲・編曲                         |
| 2011年 | おいしい季節               | 栗山千明       | Circus        | 作詞・作曲・編曲                         |
| 2011年 | 決定的三分間               | 栗山千明       | Circus        | 作詞・作曲・編曲                         |
| 2011年 | 月夜の肖像                 | 栗山千明       | Circus        | 作詞・作曲・編曲                         |
| 2011年 | 青春の瞬き                 | 栗山千明       | Circus        | 作詞・作曲・編曲                         |
| 2012年 | 真夏の脱獄者               | SMAP           | Gift of SMAP  | 作詞・作曲                               |
| 2013年 | 幸先坂                     | 真木よう子     | シングル      | 作詞・作曲                               |
| 2014年 | 暗夜の心中立て             | 石川さゆり     | X -Cross II-  | 作詞・作曲                               |
| 2014年 | 名うての泥棒猫             | 石川さゆり     | X -Cross II-  | 作詞・作曲                               |
| 2014年 | 最果てが見たい             | 石川さゆり     | X -Cross II-  | 作詞・作曲                               |
| 2015年 | 華麗なる逆襲               | SMAP           | SMAP 25 Years | 作詞・作曲                               |
| 2015年 | 野性の同盟                 | 柴咲コウ       | シングル      | 作詞・作曲・編曲                         |
| 2016年 | 薄ら氷心中                 | 林原めぐみ     | シングル      | 作詞・作曲・編曲・ボーカルディレクション |
| 2016年 | 我れは梔子                 | 林原めぐみ     | シングル      | 作詞・作曲・ボーカルディレクション       |
| 2017年 | 今際の死神                 | 林原めぐみ     | シングル      | 作詞・作曲                               |
| 2017年 | 命の息吹き                 | 林原めぐみ     | シングル      | 作詞・作曲・編曲                         |
| 2017年 | おとなの掟                 | Doughnuts Hole | シングル      | 作詞・作曲・編曲                         |
| 2019年 | 宇宙の記憶                 | 坂本真綾       | シングル      | 作詞・作曲・編曲                         |
| 2022年 | 行方知れず                 | Ado            | 配信シングル  | 作詞・作曲・編曲・ボーカルディレクション |
| 2022年 | 青春の続き                 | 高畑充希       | 配信シングル  | 作詞・作曲・編曲                         |
| 2023年 | 本音と建前                 | Sexy Zone      | シングル      | 作詞・作曲・編曲                         |
| 2025年 | 闇にご用心                 | 山内惠介       | 配信シングル  | 作詞・作曲・編曲                         |

### 劇伴など
- 小林賢太郎 プロデュース公演第四番『LENS』（2004年7月）

音楽を担当。主題歌に「茎 (STEM) 〜大名遊ビ編〜」を提供。
- 映画『さくらん』（2007年2月公開）

音楽監督。主題歌に「カリソメ乙女（DEATH JAZZ ver.）」、エンディングテーマに「この世の限り」を提供した他、全劇中音楽を担当。
- 中村勘三郎 コクーン歌舞伎『三人吉三』（2007年6月）

挿入歌として「玉手箱」を提供。
- ドキュメンタリー映画『今日と明日の間で』（2012年1月公開）

テーマ音楽に「Between Today and Tomorrow」を提供。
- 野田秀樹 NODA MAP 第17回公演『エッグ』（2012年9月 - 10月）

音楽を担当。劇中曲全8曲を収録したアルバム『毒苺』も発売された。
- 舞台『障子の国のティンカーベル』（2014年2月13日 - 16日）

野田秀樹作の一人芝居に劇中曲を提供。
- かんぽ生命保険 CM「人生は、夢だらけ。」（2016年3月1日 - ）[112]

イメージキャラクターの高畑充希が歌うCMソングの詞曲を担当。
『逆輸入 〜航空局〜』に歌詞が書き換えられメロディも追加されたセルフカバー曲「人生は夢だらけ」を収録。タイアップは後述。
- 舞台『宝飾時計』（2023年1月9日 - 2月26日、東京他41公演）

テーマ曲に「青春の続き」（歌唱：高畑充希）を提供。

### 未音源化曲
- 乳頭デストロイヤー[115]

1999年に行われた学園祭ツアー『学舎エクスタシー』で披露された曲。ライブMCで椎名は、当時所属していた事務所「ソリッドボンド」の社長に向けて書いた曲と発言している。
- 玉手箱

2007年に上演されたコクーン歌舞伎『三人吉三』挿入曲。
- みかんの皮

小学2年生（7歳）の頃に友人と一緒に作った曲で、処女作。2008年の10周年ライブ『椎名林檎 (生)林檎博'08 〜10周年記念祭〜』で披露された。
- 確かな誇り

ユニクロ「カーブパンツ」CMソング。

## タイアップ一覧
東京事変のタイアップは「東京事変#タイアップ一覧」を参照
| 起用年 | 曲名                            | タイアップ                                                          |
| ------ | ------------------------------- | ------------------------------------------------------------------- |
| 1999年 | 歌舞伎町の女王                  | サントリー「ザ・カクテルバー ミモザ クラッカー篇」CMソング          |
| 1999年 | ここでキスして。                | 読売テレビ・日本テレビ系『ダウンタウンDX』エンディングテーマ        |
| 1999年 | 幸福論（悦楽編）                | サントリー「ザ・カクテルバー シェーカー篇」CMソング                 |
| 1999年 | 茜さす 帰路照らされど…          | サントリー「ザ・カクテルバー オレンジ絞り篇」CMソング               |
| 1999年 | 警告                            | サントリー「ザ・カクテルバー スパークリングキャンペーン篇」CMソング |
| 1999年 | 本能                            | 日本テレビ系『FUN』エンディングテーマ曲                             |
| 1999年 | あおぞら                        | サントリー「ザ・カクテルバー フェアリーテイル篇」CMソング           |
| 1999年 | 輪廻ハイライト                  | サントリー「ザ・カクテルバー ぶどう篇」CMソング                     |
| 2003年 | りんごのうた                    | NHK『みんなのうた』2003年10月 - 2004年1月                           |
| 2007年 | カリソメ乙女（DEATH JAZZ ver.） | 映画『さくらん』主題歌                                              |
| 2007年 | この世の限り                    | 映画『さくらん』エンディングテーマ                                  |
| 2009年 | ありあまる富                    | TBS系ドラマ『スマイル』主題歌                                       |
| 2009年 | 二人ぼっち時間                  | NHK『みんなのうた』2009年6月 - 7月                                  |
| 2011年 | 空が鳴っている〜深海版〜        | 江崎グリコ「ウォータリングキスミント」CMソング                      |
| 2011年 | 女の子は誰でも〜素肌編〜        | 資生堂「マキアージュ」CMソング                                      |
| 2011年 | カーネーション                  | NHK連続テレビ小説『カーネーション』主題歌                           |
| 2012年 | Between Today and Tomorrow      | 映画『今日と明日の間で』テーマ音楽                                  |
| 2012年 | 自由へ道連れ                    | TBS系ドラマ『ATARU』主題歌                                          |
| 2013年 | いろはにほへと                  | フジテレビ系ドラマ『鴨、京都へ行く。-老舗旅館の女将日記-』主題歌    |
| 2013年 | 孤独のあかつき                  | NHK Eテレ『SWITCHインタビュー 達人達』テーマ音楽                    |
| 2014年 | NIPPON                          | NHK 2014年度サッカー中継テーマ音楽                                  |
| 2014年 | ちちんぷいぷい                  | auのスマートフォン「isai VL」CMソング                               |
| 2015年 | 至上の人生                      | 日本テレビ系ドラマ『○○妻』主題歌                                    |
| 2015年 | 最果てが見たい                  | 劇場アニメ『百日紅 〜Miss HOKUSAI〜』主題歌                         |
| 2015年 | 神様、仏様                      | auのスマートフォン「isai vivid」CMソング                            |
| 2015年 | 長く短い祭                      | コカ・コーラ 2015年サマーキャンペーンCMソング                       |
| 2016年 | マ・シェリ                      | 資生堂「マシェリ」CMソング                                          |
| 2016年 | ジユーダム                      | NHK『ガッテン!』テーマ曲                                            |
| 2017年 | 目抜き通り                      | GINZA SIX テーマ曲                                                  |
| 2017年 | おいしい季節                    | 明治「明治ザ・チョコレート」CMソング                                |
| 2018年 | 獣ゆく細道                      | 日本テレビ系列「news zero」テーマソング                             |
| 2019年 | 人生は夢だらけ                  | サントリー「クラフトボス TEA ノンシュガー」CMソング                 |
| 2019年 | 確かな誇り                      | ユニクロ「カーブパンツ」CMソング                                    |
| 2019年 | 公然の秘密                      | テレビ朝日系ドラマ『時効警察はじめました』主題歌                    |
| 2022年 | いとをかし                      | NHK Eテレ『おじゃる丸』第25シリーズ エンディングテーマ              |
| 2024年 | 人間として                      | テレビ朝日系ドラマ『Destiny』主題歌                                 |
| 2025年 | 芒に月                          | NHK 土曜ドラマ『ひとりでしにたい』主題歌                            |
| 2025年 | 実験中                          | 資生堂「アルティミューン」キャンペーン・ソング                      |
| 2025年 | 白日のもと                      | 映画『近畿地方のある場所について』主題歌                            |

## 出演

### テレビ番組
- ま！いっか（1999年2月5日、テレビ朝日系列）
- ポップジャム（2000年2月5日 - 2007年3月2日、NHK総合） ※2005年には東京事変として「ポップジャム PJ PURE SIDE」に出演
- 筑紫哲也 NEWS23（2003年2月21日、TBS系列） - 「金曜深夜便」のコーナーに出演。筑紫哲也と対談、歌も披露
- ニュースステーション（2003年3月26日、テレビ朝日系列） - 生出演。久米宏と対談、歌も披露
- 僕らの音楽（フジテレビ系列）
  - 2005年7月8日 - メインゲスト向井秀徳の対談相手として初出演[122]
  - 2007年2月23日 - ソロで出演[51]
  - 2006年1月27日、2007年9月21日 - 東京事変として出演[123][124]
- ICHIRO-MONDOW 〜Two Chairs〜（2007年1月6日・1月27日・2月17日・3月10日・3月31日、読売テレビ）
- フォークの達人（2007年2月2日、NHK BS2） - 長谷川きよし編のゲストシンガーとして出演
- 椎名林檎 お宝ショウ＠NHK（2007年3月10日深夜、NHK総合） - アルバム『平成風俗』が発売された際に放送された特別番組。4月5日には、国際放送テレビジャパン[注 43] で海外に向けても放送された
- MUSIC JAPAN（2008年1月11日、NHK総合） - 浅井健一特集にコメント出演
- トップランナー（2008年7月14日、NHK総合）
- SONGS（第一夜：2009年6月24・第二夜：2009年7月1日、2014年4月12日、NHK総合）
- めざにゅ〜（2009年6月15日、フジテレビ） - 「ハマSONG」のコーナーに出演
- 魁!音楽番付〜JET〜（2009年6月24日、フジテレビ） - インタビュー出演
- 王様のブランチ（2009年6月27日、TBS） - インタビュー出演
- ザ☆スター（2010年8月7日・13日、NHK衛星第2テレビジョン・NHK衛星ハイビジョン） - 坂東玉三郎編にコメント出演
- ザ少年倶楽部プレミアム「丸山隆平×亀田誠治（東京事変）」（2011年1月28日、BSプレミアム・BS4K） - VTRコメント出演
- SWITCHインタビュー 達人達（2014年11月29日、NHK Eテレ） - 作家西加奈子と対談
- めざましテレビ（2024年5月29日、フジテレビ） - 「エンタメPick Up」
- ミュージックステーション（テレビ朝日系列） - 不定期
- COUNT DOWN TV（TBS） - 不定期
- JAPAN COUNTDOWN（テレビ東京系列）
- あさイチ「プレミアムトーク」（2025年6月27日、NHK）[125]

他多数

### ウェブテレビ
- 蜜と毒と薬 〜椎名林檎医師とヒャダイン医師による所見〜（2019年5月27日、AbemaTV[126]）‐医師

### ナレーション
- 武道館に桜が咲いた日 〜アンジェラ・アキ ライブ＆ドキュメント〜（2007年3月18日、NHK総合）
- 坂東玉三郎の宇宙（2013年3月16日、WOWOWライブ）
- 立川談志特別番組『遺芸 立川談志』（2014年11月21日・25日・30日、衛星劇場）[127]

### テレビCM
- グリコ
  - 「ウォータリングキスミント」（2009年11月 - 2012年2月） - CMソングには東京事変の楽曲「能動的三分間」、「勝ち戦」（アルバム『スポーツ』収録）、「ドーパミント!」、「空が鳴っている」が使用された
  - チーザ」（2014年） - ナレーション[注 44]
- 資生堂
  - 「マキアージュ」（2011年2月 - 2012年2月） - CMソングには東京事変の楽曲「女の子は誰でも」が使用された
  - 「テクノサテン ジェル リップスティック」（2024年10月 - ）[128]
- au「isai VL」（2014年12月 - 2015年2月） - CMソングには椎名の楽曲「ちちんぷいぷい」（アルバム『日出処』収録）が使用された[116]。
- au「isai vivid」（2015年5月 - ） - CMソングには椎名の楽曲「神様、仏様」が使用された[118]。同楽曲にはZAZEN BOYSの向井秀徳がラップとして参加しており、CM「isai vivid 『横切るisai』」篇のナレーションも担当している[129]
- サントリー「クラフトボスティー」（2019年3月 - ） - CMソングには椎名の楽曲「人生は夢だらけ」が使用されている。なお、登場は終盤のほんの数秒のみ

### ミュージック・ビデオ
- ともさかりえ「少女ロボット」
- 石川さゆり「名うての泥棒猫」

### その他
- テレビドラマ『熱海の捜査官』DVD/BD-BOX ※特典ディスクに三木聡の対談相手として出演

### NHK紅白歌合戦出場歴
| 年度   | 放送回 | 回 | 曲目                                | 出演順/出場者数 | 対戦相手         | 備考                                                                                          |
| ------ | ------ | -- | ----------------------------------- | --------------- | ---------------- | --------------------------------------------------------------------------------------------- |
| 2011年 | 第62回 | 初 | カーネーション -紅組なら誰でも      | 10/25           | 森進一           | バンドメンバーとして東京事変が出演                                                            |
| 2014年 | 第65回 | 2  | NIPPON -紅白ボーダレス篇-           | 19/23           | SMAP             | 冒頭は「ちちんぷいぷい」の間奏を引用                                                          |
| 2015年 | 第66回 | 3  | 長く短い祭 〜ここは地獄か天国か篇〜 | 16/26           | 嵐               | 向井秀徳、浮雲がゲストボーカルとして出演                                                      |
| 2016年 | 第67回 | 4  | 青春の瞬き -FROM NEO TOKYO 2016-    | 8/23            | 福田こうへい     | 東京都新宿区・東京都庁都民広場からの中継 バンドメンバーとして東京事変の二期メンバー全員が出演 |
| 2017年 | 第68回 | 5  | 目抜き通り                          | 17/23           | -                | トータス松本と共演                                                                            |
| 2018年 | 第69回 | 6  | 獣ゆく細道                          | 21/29           | 特別企画         | 宮本浩次と共演                                                                                |
| 2019年 | 第70回 | 7  | 人生は夢だらけ 〜お願いガッテン篇〜 | 14/21           | 三山ひろし       |                                                                                               |
| 2023年 | 第74回 | 8  | ㋚ 〜さすがに諸行無常篇〜           | 15/22           | Official髭男dism |                                                                                               |
| 2024年 | 第75回 | 9  | ほぼ水の泡                          | 13/21           | Vaundy           | 椎名林檎ともも名義                                                                            |

- 東京事変のボーカルとしても2回出場し、計10回出場。

## 使用機材

### エレキギター
- Duesenberg Starplayer II（カラー：Surf Green）

デビュー初期の多くの場面で使用されたエレキギター。初のライブツアー「先攻エクスタシー」、学園祭ツアー「学舎エクスタシー」でメインギターとして使用されたほか、「幸福論」や「ここでキスして。」のミュージック・ビデオでも使用されている。ボディがステッカーで装飾されており、「ディートリッヒ坊や」の愛称で呼ばれる。ドイツ デューゼンバーグ社製。現在は製造中止。
- Duesenberg Starplayer TV（カラー：Silver Sparkle）

ライブツアー「下剋上エクスタシー」、単発公演「（稀）実演キューシュー 座禅エクスタシー」でメインギターとして使用されたほか、「Σ」や「やっつけ仕事」のミュージック・ビデオでも使用されている。また東京事変の「群青日和」のミュージック・ビデオや、ライブツアー「東京事変 live tour 2005"dynamite!"」のサブギターとしても使用された。ドイツ デューセンバーグ社製。
- Duesenberg Starplayer TV（カラー：Surf Green）

ライブツアー「下剋上エクスタシー」でサブギターとして用意されていたものの使用されなかったギター。東京事変の「仏だけ徒歩」のミュージック・ビデオで使用されている。ドイツ デューセンバーグ社製。
- Duesenberg Starplayer TV（カラー：Gold / Black）

ライブツアー「雙六エクスタシー」で使用されたギター。ボディ表面に金箔を使って黒と金の市松模様が施されている。このギターはデビュー5周年の際にDuesenberg DSR-SR 椎名林檎モデル“市松”としても限定生産で発売された。また、東京事変の「車屋さん」のミュージック・ビデオでも使用されている。ドイツ デューゼンバーグ社製。
- Duesenberg V-Caster（カラー：Vintage White）

東京事変の「遭難」のミュージック・ビデオ、ライブツアー「東京事変 live tour 2005"dynamite!"」でメインギターとして使用された。ドイツ デューゼンバーグ社製。
- Duesenberg Rocket（カラー：Black & White）

東京事変のライブハウスツアー「東京事変 live tour 2007 Spa & Treatment」の一部の公演で使用された。
- Rickenbacker 620（カラー：Jetglo）

アルバム『無罪モラトリアム』収録曲の「丸ノ内サディスティック」の歌詞に登場するギター。購入したのは曲が作られた後で、歌詞とは異なり御茶ノ水ではなく大久保の楽器屋で購入したとのこと。ライブツアー「先攻エクスタシー」、学園祭ツアー「学舎エクスタシー」、東京事変のツアー「“DOMESTIC!” Just can't help it.」でサブギターとして使用されたほか、「ギブス」や東京事変の「仏だけ徒歩」のミュージック・ビデオでも使用されている。上記の“Starplayer II”同様、ボディがステッカーで装飾されている。アメリカ リッケンバッカー社製。
- VOX Phantom（カラー：Red）
- Gibson RD Artist（カラー：Natural）

浮雲に紹介され購入したギター。東京事変のツアー「“DOMESTIC!” Just can't help it.」で初めて使用されて以降、現在までメインで使用されている。東京事変の『スポーツ』収録曲「勝ち戦」、ソロでは「NIPPON」のミュージック・ビデオでも使用されている。また、アルバム『日出処』と『三毒史』のジャケットにも使用されている。アメリカ ギブソン社製。
- Gibson Flying V（カラー：Antique Natural）

「アイデンティティ」のミュージック・ビデオで使用されているギター。アメリカ ギブソン社製。
- NAGARE（カラー：Blue）

もとはフェンダー社のジャズマスターだったものであり、島村楽器店にて「是非林檎さんに弾いてもらいたい」と言われ貰ったギター。Sweet Love Shower '99などで使用された。

### アコースティックギター
- K.Yairi FK-1J

東京事変のライブツアー「東京事変 live tour 2005"dynamite!"」、「東京事変 “DOMESTIC!”Just can't help it.」で使用されたアコースティックギター。
- Martin OOO-28EC

2009年5月放送のミュージックステーションで「ありあまる富」を披露する際に使用されたアコースティックギター。
- Martin OOO-28VS

東京事変のツアー「東京事変 Live Tour 2011 Discovery」で使用されたアコースティックギター。「カーネーション」の演奏で使用され、第62回NHK紅白歌合戦出演時にも使用された。
- Guild GAD-40CE

東京事変のライブツアー「東京事変 Live Tour 2011 Discovery」で使用されたアコースティックギター。

### エレキベース
- Danelectro LONGHORN BASS（カラー：AQUA BURST）

ライブハウスツアー「御起立ジャポン」で使用されたエレキベース。アメリカ ダンエレクトロ社製。

### アンプ
- Orange Rockerverb
- Orange PPC412

### マイクロフォン
- AKG Elle C（カラー：White）
- AKG LC

上記2種は「テレビ朝日ドリームフェスティバル2011」以降のコンサートやテレビ出演時に使用しているコンデンサー・マイク。また東京事変の楽曲「ただならぬ関係」、「永遠の不在証明」、「赤の同盟」のミュージック・ビデオではElle Cが、「NIPPON」、「至上の人生」、「どん底まで」ではLCが使用されている。オーストリア AKG社製。現在は製造中止。
- AKG C636（カスタム）

2019年の「第70回NHK紅白歌合戦」以降のコンサートやテレビ出演時に使用しているコンデンサー・マイク。筐体がハーマン・インターナショナルによってカスタマイズされており、2024年現在はシルバー、ゴールド、グリーンの3色が使用されている。

## 主なバックバンド
名前が与えられているもの

## 楽譜

### リットーミュージック社
リットーミュージックより4作のアルバムとシングル集『絶頂集』、10周年記念アルバム『私と放電』のバンド用楽譜が椎名本人の楽曲解説とステッカー付きで発売。
- 無罪モラトリアム（1999年7月28日）

おまけで椎名直筆の「積木遊び」の振り付け指南イラストに加え、「リモートコントローラー」の冒頭部分の譜面が掲載。
- 勝訴ストリップ（通常版：2000年7月、新装版：2004年12月25日）

初版本はステッカー（エアシール）付きで発売。
諸事情により表紙が通常盤のジャケットに差し替えられ、ステッカー無しの新装版として2004年に再発売。
- 絶頂集（2001年5月）

発行数が少なかったため現在は絶版。
- 加爾基 精液 栗ノ花（2003年6月26日）

ギター・マガジン、キーボード・マガジンでのインタビュー記事再録、楽曲解説、本人自筆コメントなどが収録され、ステッカー付きで発売。
- 私と放電（2008年7月30日）

初版本のみステッカー付き。
- ピアノ弾き語り ベスト・セレクション（2008年7月30日）

初版本のみステッカー付き。
バンド・スコア「私と放電」と同時発売で、デビュー曲「幸福論」から「りんごのうた」までの中から選曲され、ピアノ弾き語り用アレンジにて掲載。
- 三文ゴシップ（2009年8月7日）

初版本のみステッカー付き。

### ドレミ楽譜出版社
ドレミ楽譜出版社より発売
- ギター弾き語り 椎名林檎 無罪モラトリアム（1999年11月2日）
- 真夜中は純潔（2001年4月）

### ヤマハミュージックメディア
ヤマハミュージックメディアよりピアノスコア発売。
- ピアノ弾き語り 椎名林檎 無罪モラトリアム（1999年11月8日）

## 書籍
- 『RINGO FILE 1998‐2008』（2009年3月1日、ロッキング・オン）
- 『Ringo BoOK』（2009年5月27日、黒猫堂）
- 『音楽家のカルテ』（2014年12月25日、スイッチ・パブリッシング）